# Чаган (аэродром)
Чаган (Семипалатинск-2) — недействующий внеклассный военный аэродром и ныне заброшенный закрытый авиационный гарнизон Чаган-16 в Восточно-Казахстанской области Казахстана. В советский период аэродром носил условное название «Филон» (в западных источниках обозначался как «DOLON», по названию ближайшего гражданского населённого пункта), затем — «Семипалатинск-2». Расположен в 70 км северо-западнее города Семей (до 2007 года — Семипалатинск), в 6 км северо-восточнее жилой зоны бывшего военного городка Чаган-7 (Семипалатинск-4). Базировались: 1023-й тяжелобомбардировочный авиационный полк и 1226-й тяжелобомбардировочный авиационный полк 79-й тяжёлой бомбардировочной авиационной дивизии, а также некоторое время 53-я отдельная авиационная эскадрилья.
Аэродром имел одну основную взлётно-посадочную полосу с бетонным покрытием размерностью 4000х80 метров, а также резервную грунтовую, параллельно основной.
Аэродром Чаган также использовался сторонними авиационными подразделениями при проведении ядерных испытаний на Семипалатинском испытательном полигоне.
Запасной аэродром для 79-й ТБАД — грунтовый аэродром Карабастуз (UASF / УАСФ).

## История
Взлётно-посадочная полоса аэродрома длиной 4 км и шириной 80 метров, с толщиной железобетонного покрытия 40—60 см, была предназначена для взлёта и посадки самолётов и вертолётов любых типов.
Аэродром и основные аэродромные сооружения построены в 1954—1958 годах, для базирования 79-й тяжёлой бомбардировочной авиационной дивизии (в/ч 10239). На вооружении полков дивизии были самолёты типа Ту-95 различных модификаций.
Управление дивизии и 1023-й тяжелобомбардировочный полк (войсковая часть 06680) формировались на аэродроме Узин Киевской области УССР.
В 1958 году полк, вместе с управлением дивизии, перелетел на отстроенный новый аэродром Чаган. Летом 1960 года на аэродром перебазировался второй авиаполк (1226-й ТБАП, войсковая часть 19068) из Белой Церкви.
Также на аэродроме базировалась отдельная транспортная авиационная эскадрилья (53-я ОАЭ, войсковая часть 21205), самолёты: Ту-116 — 1 шт., Ан-12 — 3 шт., Ли-2 — 1 шт., Ил-14 — 2 шт., Ан-26 — 2 шт.
Кроме того, вблизи аэродрома с апреля 1960 года, после нарушения воздушной границы СССР разведывательным самолётом U-2, пилотируемым гражданином США, лётчиком Пауэрсом, развернули зенитно-ракетный полк (войсковая часть 62872).
Самолёты дивизии предназначались для ударов по целям на юге — базам НАТО в Азии и в акватории Индийского океана, а в дальнейшем, и по целям на территории КНР. Также периодически выполнялись вылеты на Север. В годы вьетнамской войны экипажи периодически вылетали на разведку в акваторию Тихого океана.
В 1961 году на аэродроме проводились испытания самолёта Ту-95ЛАЛ с ядерной энергоустановкой. В 2 км на запад от аэродрома расположена испытательная площадка ЛАЛ.
В непосредственной близости от аэродрома и гарнизона находился северная часть Семипалатинского ядерного полигона. Аэродром Чаган использовался для подвески ядерных боеприпасов на самолёты-носители и вылетов на подрывы. В 1223-м полку имелась 4-я авиационная эскадрилья (командир АЭ — генерал-майор!) на самолётах типа Ту-16, которая занималась обеспечением проведения ядерных испытаний, а также забором проб воздуха из радиоактивного облака. В 1964 году 4-я АЭ была расформирована.
15 января 1965 года, в 30 км от п. Чаган был произведён ядерный взрыв мощностью 140 кт. В эпицентре образовалось искусственное озеро глубиной в 100 и диаметром 400 метров. Радиоактивное облако полностью накрыло жилой и служебные городки, также заражению подверглись территории 11 населённых пунктов, были облучены более 2000 человек. Все данные по событию были засекречены.
В 1980 году дивизия и полки в её составе были переподчинены сформированной 37-й воздушной армии ВГК СН.
Аэродром был реконструирован в 1980-х гг. как резервное место для приземления космоплана советской многоразовой транспортной космической системы «Буран».
В 1982 году на аэродроме приземлились первые Ту-95МС. По состоянию на 1989 год на аэродроме базировалось 24 самолёта Ту-95МС-6 и 13 Ту-95МС-16.
Дивизия расформирована в 1993 году. В 1994 году самолёты перелетели в Россию, аэродром заброшен. Ныне эпизодически используется лишь часть ВПП в качестве посадочной площадки для малой авиации.
В соответствии с Законом республики Казахстан от 18 декабря 1992 года: «О социальной защите граждан, пострадавших вследствие ядерных испытаний на Семипалатинском испытательном полигоне» аэродром и бывший гарнизон входят в зону чрезвычайного радиационного риска.

## География
Аэродром и гарнизон расположены вблизи автодороги R-174, приблизительно посредине между Семипалатинском и Курчатовым, что в народе дало название посёлку — Половинка (по аналогии г. Курчатов имел одно из названий — станция Конечная). Также рядом с жилой зоной расположена одноимённая железнодорожная станция, код станции:	70936.
Жилая зона — бывший пгт Чаган построен на месте слияния рек Шаган и Иртыш, аэродром расположен в 10 км на юг со смещением к западу, в голой казахской степи.
Климат резко континентальный, с очень холодной зимой (до −40 °С) и жарким летом. Межсезонье практически отсутствует, весна и осень короткие.
С выводом авиационных частей аэродром и посёлок пришли в запустение, а в XXI веке подверглись интенсивному разграблению.

## Данные аэродрома
- Наименование — Семипалатинск-2 (Semipalatinsk-2)
- Индекс аэродрома — УАСД / UASD
- Позывной (старт) 124.0 МГц — «Каретный»
- КТА — N50.53683° E079.19473°
- Состояние — заброшен
- Недействующая взлётно-посадочная полоса ИВПП 08L/26R
- Ширина: 80
- Длина: 4000
- Порог 1: N50.53595° E079.16652°
- Порог 2: N50.53770° E079.22295°
- Курс магнитный: 080°/260°
- Курс истинный: 087°/267°
- Покрытие: Твёрдое (железобетон)
- Освещение: Нет
- Недействующая взлётно-посадочная полоса ГВПП 08/26
- Ширина: 100
- Длина: 4000
- Порог 1: N50.53318° E079.16690°
- Порог 2: N50.53460° E079.22310°
- Курс магнитный: 080°/260°
- Курс истинный: 088°/268°
- Покрытие: Нетвёрдое (грунт)
- Освещение: Нет

## Аварии и катастрофы
(список требует уточнения и дополнения)
05.10.1976 г., самолёт Ту-95, командир корабля м-р Мальцев В. В., 1023-й ТБАП. После выполнения маршрутного полёта ночью из-за ухудшения метеоусловий направлен на запасной аэродром Алма-Ата. После прохода створа ВПП экипаж руководствовался командами диспетчера. На дальности 12 км диспетчер круга передал: «На глиссаде находитесь». При очередном довороте по команде диспетчера круга на курс 270 самолёт на удалении 7800 метров от торца и 3650 м слева по заходу от оси ВПП, с креном 30° и снижением столкнулся с верхушками деревьев и ЛЭП, имеющей превышение относительно торца ВПП 111 м. Самолёт разрушился и сгорел, экипаж погиб.
17 апреля 1978 года, при выполнении посадки на оперативном аэродроме Чаган, произошла авария танкера М-4-II, КК к-н Богомолов. Самолёт был разбит и полностью сгорел, экипаж жив.
28 сентября 1984 года, катастрофа Ту-95К, командир корабля м-р Положий В. А., 1226-й ТБАП. Экипаж после выполнения маршрутного полёта, ночью, из-за ухудшения метеоусловий, был направлен на запасной аэродром Жана-Семей. Снизился под глиссаду. Посадку произвёл на повышенной скорости с опережением на переднюю стойку. После приземления передняя кабина отделилась, фюзеляж взмыл и упал на грунт левее ВПП, разрушился и частично сгорел. ВСР (воздушный стрелок-радист) и КОУ (командир огневых установок) погибли.
В некоторых источниках[каких?] приводятся сведения об ещё одной катастрофе 05.10.1976 с самолётом Ту-95РЦ на аэродроме Чаган, принадлежавшим 1023-му ТБАП. Данная информация вызывает большие сомнения, так как Ту-95РЦ никогда не было на вооружении в Дальней авиации СССР. Этот узкоспециализированный морской разведчик и целеуказатель системы «Успех» эксплуатировался только в двух полках Морской авиации СССР (304-й и 392-й ОДРАПы).

## Авиатехника
В разные годы на аэродроме базировались следующие типы летательных аппаратов: